# Дики, Саймон
Саймон Чарльз Дики (англ. Simon Charles Dickie; 31 марта 1951[…], Уэверли, Таранаки — 13 декабря 2017, Таупо (город)) — новозеландский гребной рулевой, выступавший за сборную Новой Зеландии по академической гребле в конце 1960-х — середине 1970-х годов. Чемпион Олимпийских игр 1968 года в Мехико и 1972 года в Мюнхене, бронзовый призёр Олимпиады 1976 года в Монреале, обладатель бронзовой медали чемпионата мира, чемпион Европы, победитель и призёр многих регат национального значения.

## Биография
Саймон Дики родился 31 марта 1951 года в городе Уэверли региона Таранаки, Новая Зеландия.
Занимался академической греблей во время учёбы в школе Whanganui Collegiate School, в составе местной команды в 1966 и 1968 годах выигрывал Кубок Маади. Позже проходил подготовку в Веллингтоне в столичном гребном клубе Wellington Rowing Club.
Первого серьёзного успеха на взрослом международном уровне добился в сезоне 1968 года, когда вошёл в основной состав новозеландской национальной сборной и в качестве рулевого выступил на летних Олимпийских играх в Мехико. В программе распашных рулевых четвёрок обошёл всех своих соперников в финале и тем самым завоевал золотую олимпийскую медаль.
В 1970 году побывал на чемпионате мира в Сент-Катаринсе, откуда привёз награду бронзового достоинства, выигранную в восьмёрках.
В 1971 году в восьмёрках одержал победу на чемпионате Европы в Копенгагене.
Благодаря череде удачных выступлений удостоился права защищать честь страны на летних Олимпийских играх 1972 года в Мюнхене. Здесь в восьмёрках тек же пришёл к финишу первым, став двукратным олимпийским чемпионом по академической гребле.
Находясь в числе лидеров новозеландской национальной сборной, благополучно прошёл отбор на Олимпийские игры 1976 года в Монреале. На сей раз в главном финале восьмёрок финишировал третьим позади команд из Восточной Германии и Великобритании, добавив в послужной список бронзовую олимпийскую медаль.
Впоследствии работал в туристическом бизнесе, открыл собственную туристическую компанию. Был женат, имел троих дочерей.
В 1990 году вместе с другими членами золотой новозеландской восьмёрки был введён в Зал славы спорта Новой Зеландии.
Умер 13 декабря 2017 года у себя дома в Таупо в возрасте 66 лет.